# آدام کینزینگر
آدام دنیل کینزینگر (به انگلیسی: Adam Daniel Kinzinger) نمایندهٔ حوزه انتخابیه شانزدهم ایلی‌نوی از حزب جمهوری‌خواه ایالات متحده آمریکا در مجلس نمایندگان ایالات متحده آمریکا است که برای نخستین‌بار در ۳ ژانویه ۲۰۱۱ میلادی به‌عضویت این مجلس درآمد.
او مجدداً در سالهای ۲۰۱۲، ۲۰۱۴ و ۲۰۱۶ برای نمایندگی حوزه انتخابیه شانزدهم ایلی‌نوی انتخاب شد.